# Кляйншрот, Хайнрих
Хайнрих Кляйншрот (нем. Heinrich Kleinschroth; 15 марта 1890, Китцинген — 10 января 1979, Мюнхен) — немецкий теннисист и теннисный тренер. Чемпион мира на твёрдых (грунтовых) кортах (1913) в мужском парном разряде, игрок, а позже неиграющий капитан сборной Германии в Кубке Дэвиса.

## Биография
Хайнрих Кляйншрот, получивший в молодости медицинское образование, так и не стал практикующим врачом. Вместо этого он вслед за старшим братом Робертом увлёкся лаун-теннисом, став сначала одним из ведущих игроков Германии, а позже тренером и организатором теннисной жизни. Первые теннисные выступления Кляйншрота-младшего датируются 1906 годом, когда он дошёл до финала международного чемпионата Баварии, повторив этот результат два года спустя. В 1910 и 1911 годах Кляйншрот становился победителем международного чемпионата Австрии, в первый из этих сезонов выиграв также международный чемпионат Швейцарии.
В 1911 году состоялся дебют Кляйншрота на Уимблдонском турнире, а на следующий год — на чемпионате мира на твёрдых кортах и чемпионате США. В 1913 году он стал финалистом в мужском парном разряде во всех трёх чемпионатах мира, признанных Международной федерацией лаун-тенниса. Вначале он и Мориц фон Биссинг выиграли во Франции чемпионат мира на твёрдых кортах; затем на Уимблдонском турнире, носившем статус чемпионата мира на травяных кортах, Кляйншрот и Фридрих-Вильгельм Раэ выиграли турнир претендентов и в раунде вызова встретились с действующими чемпионами — британской парой Чарльз Диксон—Герберт Баррет, но уступили в четырёх сетах. Наконец, осенью в Стокгольме немецкая пара Кляйншрот-Бергман в финале чемпионата мира в помещениях проиграла французам. В этом же году Кляйншрот дебютировал в составе сборной Германии в Международном кубке вызова (позже известном как Кубок Дэвиса), в парном разряде с Раэ нанеся поражение французам Декюжи и Морису Жермо.
В 1913 году газета Daily Telegraph впервые опубликовала рейтинг десяти сильнейших теннисистов мира по итогам сезона; эти списки, публикуемые ежегодно Артуром Уоллисом Майерсом, а затем его предшественниками, со временем стали самым авторитетным рейтингом в любительском теннисе. В первой мировой десятке 1913 года места Кляйншроту не нашлось, но на следующий год он был включён в список под девятым номером. В этом сезоне, прерванном досрочно мировой войной, он дошёл до финала Всероссийского лаун-теннисного чемпионата и чемпионата Лиона на крытых кортах.
По окончании войны немецких спортсменов, в том числе теннисистов, некоторое время не допускали к международным соревнованиям, но на внутренней арене Хайнрих Кляйншрот стал вице-чемпионом Германии 1921 года в одиночном разряде. Восстановление членства Германии в Международной федерации лаун-тенниса состоялось в 1927 году, и Кляйншрот в течение четырёх лет выступал в рядах национальной сборной в Кубке Дэвиса, в 1929 году поучаствовав в выходе в межзональный финал. В 1930 году, в сорокалетнем возрасте, он дошёл до четвёртого круга чемпионата Франции, победив по ходу Жака Брюньона.
Кляйншрот продолжал выступать в турнирах до 1937 года. Одновременно он занимал пост неиграющего капитана сборной Германии в Кубке Дэвиса и был ментором для молодого поколения немецких теннисистов. В частности, он был близким другом Готфрида фон Крамма, который в паре с ним завоевал в 1931 году в Афинах свой первый международный титул.

## Участие в финалах чемпионатов мира по теннису

### Мужской парный разряд
| Результат | Год  | Турнир                           | Покрытие | Партнёр               | Соперники в финале             | Счёт в финале           |
| --------- | ---- | -------------------------------- | -------- | --------------------- | ------------------------------ | ----------------------- |
| Победа    | 1913 | Чемпионат мира на твёрдых кортах | Грунт    | Мориц фон Биссинг     | Энтони Уайлдинг Отто Фройцхайм | 7-5, 0-6, 6-3, 8-6      |
| Поражение | 1913 | Уимблдонский турнир              | Трава    | Фридрих-Вильгельм Раэ | Герберт Баррет Чарльз Диксон   | 2-6, 4-6, 6-4, 2-6      |
| Поражение | 1913 | Чемпионат мира на крытых кортах  | Хард(i)  | Курт Бергман          | Макс Декюжи Морис Жермо        | 5-7, 6-2, 7-9, 3-6, 1-6 |